# Bretteville-le-Rabet
Bretteville-le-Rabet – miejscowość i gmina we Francji, w regionie Normandia, w departamencie Calvados.
Według danych na rok 1990 gminę zamieszkiwało 175 osób, a gęstość zaludnienia wynosiła 39 osób/km² (wśród 1815 gmin Dolnej Normandii Bretteville-le-Rabet plasuje się na 711. miejscu pod względem liczby ludności, natomiast pod względem powierzchni na miejscu 923.).